# بوجانگای کاکلی
بوجانگای کاکلی (نام علمی: Dicrurus forficatus) نام یک گونه از تیره بوجانگا است.